# Johnny Memo
Johnny Memo (Engels: Johnny Mnemonic) is een kort verhaal in het cyberpunk-genre van de Amerikaans schrijver William Gibson. Het verhaal verscheen in 1981 in het Amerikaanse sciencefictionblad Omni en werd in 1986 opgenomen in Gibsons verhalenbundel Burning Chrome. Deze bundel werd in 1991 in het Nederlands uitgegeven door uitgeverij Meulenhoff als M=SF 296 onder de titel Technopunk SF.
Het verhaal werd in 1995 verfilmd als Johnny Mnemonic met Keanu Reeves in de titelrol. De filmversie, naar een script van William Gibson, wijkt op een aantal punten af van zijn kort verhaal. In 1995 schreef Terry Bisson het boek Johnny Mnemonic, dat is gebaseerd op Gibsons' script. In 1986 werd een filmeditie van Gibsons oorspronkelijke verhaal uitgebracht. Deze enkele uitgaven van het verhaal verschenen niet in het Nederlands.

## Verhaal
Johnny Memo is een datakoerier die computerdata vervoert in het bionisch implantaat dat hij in zijn hoofd heeft laten inbrengen. Datakoeriers worden gebruikt om informatie te versturen die te gevoelig is om via de reguliere netwerken te versturen. Om de data te beschermen worden deze nadat ze in de koerier zijn ingeladen, beveiligd met een wachtwoord dat alleen bekend is bij degene voor wie de informatie bestemd is. Johnny Memo verdient zijn geld met het vervoeren van dit soort informatie voor bedrijven, misdaadsyndicaten of rijke privépersonen.
Maar bij zijn laatste opdracht raakt hij in de problemen: de data in zijn hoofd blijken te zijn gestolen van de Yakuza, een Japanse criminele organisatie. Zij sturen een huurmoordenaar op hem en de beoogde ontvanger af. Johnny slaat op de vlucht en krijgt hulp van Molly, die een aantal bionische hulpmiddelen heeft laten implanteren, waaronder vingernagelmessen. Zij kent iemand die de data uit Johnny's hoofd kan halen. Ze brengt hem naar de Lo Teks, een groep mislukkingen die buiten de maatschappij staat. Met hulp van een voormalige marine-dolfijn weten ze de data te verwijderen. Ze besluiten bij de Lo Teks te blijven en gaan proberen sporen van voormalige opdrachtgevers uit Johnny's hoofd te halen, zodat ze deze kunnen chanteren.

## Zenumagiër
Het Molly-personage komt terug in Gibsons boek Zenumagiër (Engelse titel: Neuromancer) uit 1984. In dit boek blijkt dat Johnny uiteindelijk door de Yakuza werd vermoord.